# 山口真帆
山口真帆（日语：／ Yamaguchi Maho */?，1995年9月17日—）是日本女藝人，為女子偶像團體NGT48前成员，青森縣出身。暱稱為「Mahohon」（まほほん）。2015年以NGT48一期生身分出道。2019年5月18日自NGT48畢業，以演員為活動中心。

## 略历
2015年
- 7月25日，通过NGT48第1期生甄选最终审查[3]。8月21日，在新潟市歷史博物館（日语：新潟市歴史博物館）前廣場举行的NGT48初次公開披露活动中，与其他21名1期生（包括選秀2期生）一同亮相[4]。

2016年
- 1月10日，升格为正式成员。所属新结成的Team NIII[5]。

2017年
- 在6月17日开票的『AKB48第49张单曲选拔总选举』中获得20,818票，排名53位（Future girls），首次入选[6]。

2018年
- 4月13日，在新潟朱鷺展覽館举行的『NGT48单独演唱会 〜朱鹭来了!从新潟到全国!〜』发表的组阁中，调动至新成立的Team G[7]。
- 在6月16日开票的『AKB48第53张单曲世界选拔总选举』中获得20,654票，排名70位（Upcoming girls）[8]。
- 7月1日，在NGT48劇場舉行的Team G「「引体后翻」」初日公演上，发表就任Team G副队长[9]。

2019年
- 1月8日至9日，通过個人SHOWROOM及Twitter帳戶，揭发了前年12月在住所遭遇暴行被害一事（详情后述）。
- 4月21日，在NGT48劇場举行的Team G「引体后翻」千秋樂公演上，宣布将从NGT48毕业[10]。
- 5月18日，在NGT48劇場與同日將從NGT48畢業的菅原里子（日语：菅原りこ）、長谷川玲奈舉行畢業公演《「無論幾次的太陽」～菅原里子、長谷川玲奈、山口真帆 畢業公演～》（「太陽は何度でも」公演〜菅原りこ・長谷川玲奈・山口真帆 卒業公演〜）[11][12]。
- 5月19日，结束作为NGT48一員的活动[注 2]。
- 5月25日，移籍艺能事务所研音[14][15]。同时，删除了在個人社交媒体上所有的投稿[16]。
- 8月1日，开设官方网站及粉丝俱乐部[2]。
- 9月17日，将发行首本写真集[2]。

## 人物
- 出生于青森县，因经历了东日本大震灾，参加过多个志愿者团体，曾以东北为中心开展过志愿者活动[17]。在这之中得知AKB48集團在受灾地定期举行受灾地复兴支援活动，受到感动，开始以成为偶像为目标[17]。通过通信公司的每月募捐计划进行着捐款[17]。
- 对社会贡献活动感兴趣。虽然因费用方面的问题放弃了，但也查过如海外志愿者留学之类的项目[17]。
- 喜欢的食物是芒果、牛舌、晴王麝香葡萄[1]。
- 特技是「棉花糖吃的很快」和「把英文读的像那么一回事儿」[1]。
- 北原里英毕业后，除去兼任的柏木由紀，成为NGT48最年长成员。曾说过「年轻成员真可爱的不行」，「想成为能适度摆出姐姐姿态的人」[18]。
- 将来的梦想是成为模特。不会变胖的体质，还有着NGT48的服装不加长都穿不了的，相对于身高来说腿和手臂较长的体形。对作为偶像有着这样的体形感到自卑，认为「我觉得模特这个工作，能够利用到自己自卑的部分。」[18]。

## 暴行被害
2018年12月8日，在新潟市内的住宅公寓的房门前，山口遭到包括被抓住脸和堵住嘴等的暴行被害。实施暴行的犯人男性2名被新潟县警逮捕，但在同月月底被做出不起诉决定，释放。事件虽然在当时没有媒体报道，也没有被公开，但在从2019年1月8日晚到第二日期间，山口本人通过SHOWROOM及Twitter告发使得事件浮出水面。告发内容是，有其他多名NGT48成员与事件相关联，和NGT48的运营工作人员没有进行合适的处理。1月9日，NHK等主流媒体首次报道此事，令社会获知。
在1月10日举行的NGT48 3周年纪念公演上，山口本人站在舞台上，对造成骚动一事谢罪。作为负责人的时任剧场经理今村悦郎始终没有出面，反让受害者谢罪，NGT48运营的态度受到了来自世界各国媒体的批判。
山口没有出演1月18日、19日举行的演唱会“AKB48 Group Request Hour Setlist Best 100 2019”。在这之后持续着未在公共场合现身，除了Twitter点赞以外没有任何音信的状况。3月22日，在AKS举行的关于第三者委员会出具的调查报告的记者会中，她全程共发出了5条推文，实时反驳AKS的主张。出现了出席记者会的记者看着山口的推文向AKS方确认这样前所未闻的展开。
4月21日，时隔101天出演NGT48剧场公演，在安可之后，明言「（被事务所的社长）说成是攻击公司的加害者」，「现在的我能为NGT48做的，就只有毕业了」发表了毕业。

## NGT48中的参加乐曲

### 單曲
NGT48作品
|     | 發行日期       | 單曲名稱                         | 參與歌曲名稱                     | 名義    | 收錄於 | MV | 備註   |
| --- | -------------- | -------------------------------- | -------------------------------- | ------- | ------ | -- | ------ |
| 1st | 2017年04月12日 | 青春时钟                         | 青春时钟                         |         | 全版本 | ★  | A面曲  |
| 1st | 2017年04月12日 | 青春时钟                         | 出阵                             |         | Type A | ★  | [ 26 ] |
| 1st | 2017年04月12日 | 青春时钟                         | 寻求黑暗                         |         | Type C | ★  | [ 27 ] |
| 2nd | 2017年12月06日 | 藍天會延續到這世界上的哪裡去呢？ | 藍天會延續到這世界上的哪裡去呢？ |         | 全版本 | ★  | A面曲  |
| 2nd | 2017年12月06日 | 藍天會延續到這世界上的哪裡去呢？ | 我的眼泪不流了                   | SNS选拔 | 全版本 |    | [ 28 ] |
| 2nd | 2017年12月06日 | 藍天會延續到這世界上的哪裡去呢？ | 有什么在这儿                     |         | Type C | ★  | [ 28 ] |
| 3rd | 2018年04月11日 | 春天哪裏來？                     | 春天哪裏來？                     |         | 全版本 | ★  | A面曲  |
| 3rd | 2018年04月11日 | 春天哪裏來？                     | Whatcha Gonna Do                 |         | Type C | ★  | [ 29 ] |
| 4th | 2018年10月03日 | 獻給世人                         | 獻給世人                         |         | 全版本 | ★  | A面曲  |
| 4th | 2018年10月03日 | 獻給世人                         | 窗帘的图案                       | Team G  | Type B | ★  | [ 30 ] |

AKB48作品
|      | 發行日期       | 單曲名稱     | 參與歌曲名稱     | 名義           | 收錄於 | MV | 備註   |
| ---- | -------------- | ------------ | ---------------- | -------------- | ------ | -- | ------ |
| 43rd | 2016年03月09日 | 你就是旋律   | Max朱鷺315號     | NGT48          | Type-D | ★  |        |
| 44th | 2016年06月01日 | 不需要翅膀   | 你在哪裡?        | NGT48          | 劇場盤 |    |        |
| 46th | 2016年11月16日 | High Tension | 快乐结局         | Renatchies     | Type-A | ★  | [ 31 ] |
| 47th | 2017年03月15日 | Shoot Sign   | 綠意森林運動公園 | NGT48          | Type-D | ★  |        |
| 49th | 2017年08月30日 | #就是喜欢你  | 至少我们的恋情   | Future Girls   | Type-B | ★  |        |
| 51st | 2018年03月14日 | Ja-Ba-Ja     | 就當朋友吧       | NGT48          | Type-D | ★  |        |
| 53rd | 2018年09月19日 | 感傷列車     | 一季夏日         | Upcoming Girls | Type-C | ★  |        |
| 54th | 2018年11月28日 | NO WAY MAN   | 即使如此她依旧   | 大人选拔2018   | Type B | ★  |        |
| 54th | 2018年11月28日 | NO WAY MAN   | 通往夢的程序     | AiKaBu選拔     | Type-E | ★  |        |

### 劇場公演分組曲
| 公演名稱                                | 參與歌曲名稱           | 備註     |
| --------------------------------------- | ---------------------- | -------- |
| 北原Team NIII時期                       |                        |          |
| Team NIII 1st Stage「PARTY開始了」公演  | 同班同学               | [ 32 ]   |
| Team NIII 2nd Stage「睡衣兜風」公演     | 无望之泪               | [ 33 ]   |
| Team NIII 2nd Stage「睡衣兜風」公演     | 纯情主义               | 洗牌后   |
| 研究生「PARTY開始了・加尔维斯敦街」公演 | 同班同学               | 支援成员 |
| Team NIII 3rd Stage「榮耀之丘」公演     | 祈祷使各种未来变得幸福 | [ 34 ]   |
| 本间Team G時期                          |                        |          |
| Team G 1st Stage「引体后翻」公演        | 如能被你紧拥           | Center   |

## 書籍

### 写真集
- present（2019年9月17日、宝島社、ISBN 978-4800297990）[2]

## 脚注